# Local de nascimento de Richard Nixon
O local de nascimento de Richard Nixon é a casa de nascimento e infância de Richard Nixon, o 37º presidente dos Estados Unidos. Ela está localizada no terreno da Biblioteca e Museu Presidencial Richard Nixon em Yorba Linda, Califórnia, e serve como museu-casa histórico.
A casa foi construída em 1912 em terras de fazenda da família; Nixon nasceu lá no ano seguinte. Ele e sua família ficaram lá até 1922, quando se mudaram para Whittier. A antiga casa foi designada um Marco Histórico Nacional em 1973, e um Marco Histórico da Califórnia em 1994.

## Descrição e história
A Biblioteca e Museu Presidencial Richard Nixon está localizada no lado norte da Yorba Linda Boulevard, no cruzamento com a Eureka Avenue, a oeste do centro de Yorba Linda. A propriedade é dominada pelo complexo do museu e estacionamento; o local de nascimento está localizado em um ambiente ligeiramente isolado a leste do edifício principal, em um bosque de árvores. É um bangalô de 1+1⁄2 andar no estilo Craftsman, com telhado de duas águas e exterior de tábuas. A face norte do telhado tem uma ampla janela de mansarda com telhado de galpão projetando-se, e um capô de duas águas abriga a entrada principal. Algumas de suas janelas apresentam faixas ou painéis de painel de diamante.
A casa foi construída em 1912 a partir de um kit de construção encomendado pelo correio por Francis A. Nixon, em terras de fazenda de propriedade da família. Richard Nixon nasceu nesta casa no ano seguinte, e a família permaneceu aqui até 1922, quando se mudou para Whittier. Francis Nixon vendeu partes da propriedade de 8
-acre(s) (3,2 ha) em 1922 e 1925, com a maior parte indo para o Distrito Escolar de Yorba Linda para a construção de uma escola. O distrito comprou o restante do terreno em 1948, usando a casa como moradia para funcionários.
Nixon formou uma organização de biblioteca sem fins lucrativos em 1968, após vencer sua primeira eleição como presidente. O distrito escolar transferiu a propriedade para essa organização em 1988. A escola foi demolida e o museu foi estabelecido no local.